# 暖地鳳尾蘚
暖地鳳尾蘚（学名：Fissidens maceratus）为鳳尾蘚科鳳尾蘚屬下的一个种。

## 扩展阅读
- 維基物種上的相關：暖地鳳尾蘚